# احمد نفیسی
احمد نفیسی (زاده ۱۲۹۹ اصفهان – درگذشته ۱۲ دی ۱۳۸۳ تهران) از شهرداران تهران بود.

## زندگینامه
احمد نفیسی از خرداد ۱۳۴۱ تا ۱۳۴۲ به مدت ۱۹ ماه عهده‌دار این مقام بود. پارک ساعی در دوران مسئولیت او احداث شد. 
نفیسی تألیف و ترجمه‌هایی را نیز در پرونده کاری خود داشت.
در زمان شهردار بودنش به پنج نفر از پادشاهان و رؤسای جمهور کشورهای بزرگ جهان کلید طلایی شهر تهران را اهدا کرد. همچنین نظارت در انتخابات مجلس شورای ملی از فعالیت‌های دیگر او بود.
بر خلاف ادعای برخی افراد احمد نفیسی برادر سعید نفیسی نبوده و بر اساس شجره نامه خاندان نفیسی (تهیه شده توسط مرکز یادگارهای سعید نفیسی) جد احمد نفیسی پسر عموی جد سعید نفیسی بوده است.

## زندگی خانوادگی
همسر وی نزهت نفیسی بود که از نخستین زنانی بود که به مجلس شورای ملی راه یافت. همچنین دخترش، آذر نفیسی، نویسنده می‌باشد.